# Chionea racovitzai
Chionea racovitzai är en tvåvingeart som beskrevs av Burghele-balacesco 1969. Chionea racovitzai ingår i släktet Chionea och familjen småharkrankar.
Artens utbredningsområde är Rumänien. Inga underarter finns listade i Catalogue of Life.